# Hybride hydraulique
 (mars 2017).
Si vous disposez d'ouvrages ou d'articles de référence ou si vous connaissez des sites web de qualité traitant du thème abordé ici, merci de compléter l'article en donnant les références utiles à sa vérifiabilité et en les liant à la section « Notes et références ».
Un véhicule hybride hydraulique utilise un moteur thermique pour entraîner une pompe hydraulique qui à son tour entraîne les roues. C'est une source d'économie d'énergie, puisque le moteur thermique tourne à son régime optimal, et qu'une partie de l'énergie du freinage est récupérée ; cela permet aussi une réduction des émissions polluantes.

## Principe de fonctionnement
Un véhicule hybride hydraulique comporte quatre éléments : le fluide hydraulique, un réservoir, un ensemble moteur-pompe et un accumulateur.